# Farfetch
Farfetch est un site de mode présent à l'international, qui propose des marques et créateurs du monde entier.
Le site est fondé en 2008 par l’entrepreneur portugais José Neves, et le siège social de la compagnie est basé à Londres, avec des bureaux dans plusieurs pays du monde. Farfetch fonctionne sur un système de commission avec ses boutiques partenaires, et génère 30 % des ventes de celles-ci via son site.
La compagnie gère des sites pour les marchés internationaux en diverses langues. En mai 2015, Farfetch comptait 600 employés à l’international.

## Histoire
Farfetch est fondé en 2008 par José Neves (en), un entrepreneur portugais, informaticien, qui travaille dans des start-ups mode depuis le milieu des années 1990, quand il a lancé la marque de chaussures Swear en Angleterre qu'il commercialise dans sa boutique de Covent Garden et sur internet. En 2001, il a créé B Store, une compagnie de licences mode et vente en gros de créateurs avant-gardistes dans une boutique physique. Lors d’un voyage à Paris pour la Fashion Week en octobre 2007, alors qu'il faisait de la vente en gros pour B Store, l’idée d’un réseau de boutiques virtuel s’est développé. Dans une interview de 2013 pour The Daily Telegraph, José Neves détaille le moment où il réalise l’importance de donner une présence digitale aux boutiques de luxe indépendantes : « Des douzaines de propriétaires étaient venus nous voir et ce qu’ils disaient donnait à réfléchir. Les affaires n’allaient pas, ils ne pouvaient plus faire confiance aux habitudes locales mais n’avait pas non plus l’expérience pour se lancer dans le commerce en ligne. Leurs goûts étaient sans-faute mais ils étaient obligés de devenir de plus en plus classiques».
José Neves décide alors de créer le site Farfetch : pour permettre aux petites boutiques indépendantes de devenir des acteurs sur le marché tout en conservant leurs boutiques physiques et leur identité visuelle propre. Un article de 2013 dans The Economist le résume de la façon suivante : « Farfetch met en avant les boutiques physiques pour permettre aux acheteurs de conserver leur identité tout en optimisant leur position sur le marché. » Le site est lancé de façon intimiste en 2008, en collaboration avec quelques concept stores de Paris comme L'Éclaireur, colette ou Maria Luisa.
Initialement, l'entreprise obtient un investissement de Felix Capital de 3 millions d'euros, mais également de  4,5 millions $ d’Advent Venture Partners en juillet 2010 pour aider à développer sa présence dans les marchés brésilien, nord américain et européen. Par la suite, Farfetch récolte une deuxième levée d’investissement de 18 million $ d’Advent Venture Partners, Index Venture et eVenture Capital Partners. Le site progresse peu à peu, d'abord avec la méfiance des marques de luxe.
En mars 2013, un investissement de 20 millions $ de la maison d’édition internationale Condé Nast International est annoncé, suivi par une autre levée d’investissement en mai 2014, le montant culminant à 66 millions $ de plusieurs investisseurs dont, encore, Condé Nast International.
Un jalon important pour le business est atteint en mars 2015 quand Farfetch obtient une autre levée d’investissement de 86 millions $ d’un groupe d’investisseurs mené par la société de logiciels DST Global. Les investisseurs précédents contribuent également à cette cinquième levée d’investissements (Series E), faisant culminer les investissements à plus de 195 millions $. Parmi les investisseurs se trouvent Advent Ventures Partners, Condé Nast International, Index Venture, Novel TMT, eVentures et Vitruvian Partners. Par la suite, Farfetch annonce l'acquisition de l'iconique boutique londonienne Browns (en) en mai 2015.
Au même moment, la publication Private Eyes remarque que Farfetch est devenu une Licorne.
En 2019, Farfetch rachète New Guards Group, holding italienne qui a investi quelques années auparavant dans la marque Off-White.
En 2022, Farfetch acquére une participation de 47,5 % dans le distributeur de prêt-à-porter en ligne Yoox Net-A-Porter (YNAP).

## Direction
La société est dirigée par José Neves, fondateur et directeur général. En 2021, José Neves possède encore 15 % des parts, mais les trois quarts des droits de vote et sa fortune est estimée à deux milliards de dollars. Il est épaulé par Andrew Rob, chef de l’exploitation, nommé en 2010 en raison de son expérience chez Bauer Media.
Au même moment, Susanne Tide-Frater est recrutée en tant que directrice stratégie de marque. Elle était précédemment directrice de création chez Harrods et Selfridges.
À la suite des investissements de Condé Nast en 2013, Stephanie Horton est nommée directrice marketing en juin 2013.

## Activités
Farfetch livre dans plus de 170 pays depuis plus de 400 boutiques partenaires proposées sur le site en 2014 puis 190 pays en 2021. En septembre 2014, les ventes annuelles de marchandises via le site Farfetch dépassent 167 millions £. La compagnie continue de grandir, et en 2013, elle proposait des produits de plus de 2 000 marques internationales, générant 4.3 millions de visites par semaine, puis environ 1 300 marques ou boutiques en 2021. La dépense moyenne des clients Farfetch était de 680 $ par commande d’après un article du New York Times de mars 2013.
La compagnie divise ses marques de mode en deux catégories : les marques de luxe qui offrent des produits haut de gamme, et des marques dites « lab ». Celles-ci comprennent des marques émergentes et plus expérimentales. Un troisième département (contemporain) qui propose des pièces plus décontractées a été ajouté à la catégorie lab en septembre 2014 pour rendre la navigation du site plus claire pour le client.
Farfetch tire l’essentiel de ses revenus des marques de luxe telles que Valentino, Saint Laurent, Givenchy et Comme des Garçons, mais les marques émergentes et moins connues ont une importance pour Farfetch. Stephanie Horton, chef du marketing de Farfetch explique que le positionnement de la marque est « un peu à gauche du centre » grâce à sa grande richesse de produits, ce qui d’après elle aide Farfetch à attirer une « grande variété de client(s). » Si José Neves a réussi à convaincre pratiquement tous les acteurs du marché de la mode de luxe, il reste trois exceptions notables avec Chanel, Hermès et Louis Vuitton.
Farfetch soutient les marques émergentes et alternatives en sponsorisant les « London Showroom » du British Fashion Council pour promouvoir et soutenir des créateurs britanniques à l’international. Farfetch a aussi soutenu 15 marques brésiliennes de leurs boutiques du Brésil dans le cadre d’un projet  « Destination Brazil » pour aider des marques locales moins connues à attirer le public mondial. Farfetch continue de soutenir des créateurs émergents et des petites boutiques en recherchant toujours « de nouvelles boutiques avec des sélections intéressantes dans de nouvelles régions.»
En octobre 2014, Farfetch comptait 502 employés au Royaume-Uni, aux États-Unis, au Portugal et au Brésil, avec un nouveau bureau à Tokyo. Sept ans plus tard, ce sont 5 500 personnes. À la suite des investissements de Condé Nast en 2013, Farfetch lance des sites pour la Russie et la Corée, ainsi qu’un site chinois, ce dernier en partenariat avec JD.com. Ceux-ci s’ajoutent aux sites anglais, français, allemands et espagnols pour les marchés européens, ainsi que les sites américains et brésiliens déjà opérationnels.
Farfetch dispose également d'une application mobile. Farfetch Discover lancée en octobre 2014, où se trouvent notamment des « guides touristiques des villes telles que New York, Milan, Paris, Rome, Los Angeles et bien plus. » Selon un article daté de 2014 et paru dans le magazine Women's Wear Daily, l'app reflète les différentes fonctionnalités du site et propose un contenu éditorial ciblé en fonction des différentes villes. Mais le site de vente ne ligne se voit concurrencé par le lancement d'Amazon Luxury.
En novembre 2020, Farfetch est entré dans un partenariat avec Richemont et Alibaba ; Alibaba et Richemont ont investi à parts égales plusieurs centaines de millions de dollars dans Farfetch et ont pris 25 % du capital de Farfetch China,. Alors que la Chine est le second marché de l'entreprise, Tmall Luxury Pavilion est l'enseigne de Farfetch sur le site Alibaba. L'année suivante, l'entreprise est valorisée plus de 13 milliards de dollars.
Tous ces investissements ne sont pas rentables à court terme puisque la plateforme perd deux fois plus d'argent qu'elle ne réalise de chiffre d'affaires en 2020 : 1,4 milliard d'euros et 2,8 de pertes cette année-là.